# Лей Цян
Лей Цян (кит.: 雷 强, англ. Lei Qiang; нар. 1960, провінція Шеньсі, Китай) — китайсько —  канадський музикант, виконавець на китайському народному смичковому інструменті ерху.
Почав грати на ерху в п'ятнадцятирічному віці. В 1978–1982 рр. навчався в Сіаньській консерваторії — одному з найпрестижніших навчальних закладів Китаю в області традиційної музики. Протягом наступного десятиліття гастролював по Китаю, а також Японії в складі Ансамблю пісні і танцю провінції Шеньсі.
В 1993 р. Лей Цян емігрував до Канади і влаштувався в  Монреалі. Спочатку він заробляв на життя як вуличний музикант. На вулиці його і почув продюсер невеликої звукозаписної фірми, який запропонував записати демоверсію сольного альбому. Перший студійний альбом Лей Цяна вийшов в 1995 р .: сольна партія була записана ним в Монреалі, а супровід ансамблю традиційних китайських інструментів — в Китаї як мінусовий запис. Цей альбом приносить музикантові популярність. У тому ж році Брюно Пельтьє запрошує Лей Цяна для участі в запису свого другого альбому «Défaire l'amour». Потім починається співпраця Лей Цяна з  Цирком Сонця: в 1996 році він брав участь у записі саундтрека до програми  «Quidam», а в 1998 р. акомпанував трупі в ході шоу «О» в Лас-Вегасі. У проміжку в 1997 р. виконав спільний гастрольний тур з виконавицею на  піпе Лю Фан і випустив другий альбом.